# Myanmarská vlajka

Myanmarská vlajka
Poměr stran: 2:3

Myanmarská námořní válečná vlajka
Poměr stran: 5:9

Vlajka Myanmaru (i dnes často nazývaném Barma) je tvořena listem o poměru stran 2:3 se třemi vodorovnými pruhy: žlutým, zeleným a červeným, s bílou pěticípou hvězdou uprostřed. Pomyslná kružnice, do které je hvězda vepsána, má průměr 6/7 šířky listu.
Žlutá barva symbolizuje solidaritu, zelená mír a barmskou přírodu, červená odvážný lid a rozhodnost, bílá hvězda je symbolem věčné existence společného Svazu.

Rozměry myanmarské vlajky
Vlajka myanmarského prezidenta (1948–1962) Poměr stran: 2:3

## Historie
V 17.–18. století byla Barma sjednocena, od poloviny 18. století byl vytvářen centralizovaný stát. První vlajka jednotného státu byla zavedena někdy po roce 1835. Byla tvořena bílým listem, pravděpodobně o poměru stran 2:3, s vyobrazením páva s rozevřeným ocasem. Výtvarné pojetí vlajky se v různých dobových publikacích liší. Bílá barva byla rodovou barvou královské dynastie Kounbhaun. Páv, považovaný za jedno z mnoha převtělení Buddhy, symbolizoval kromě buddhismu také štěstí a jednotu.
V průběhu 19. století si zemi podmanili Britové a po britsko-barmských válkách (1824–1826, 1852 a 1885–1886) byla z pobřeží Dolní Barmy vytvořena 20. prosince 1852 provincie Britská Barma a 1. ledna 1886 z vnitrozemské Horní Barmy provincie Britské Indie. 26. února byly obě provincie spojeny v rámci Britské Indie. Britská Indie neužívala svou vlajku, užívala se britská vlajka.
Od 20. let 20. století sílilo v Barmě národně osvobozenecké hnutí v jeho čele byla od 30. let organizace Doubama (barmsky My Barmánci) užívající vlajku tvořenou třemi vodorovnými pruhy: žlutým, zeleným a červeným. Žlutá symbolizovala buddhismus, zelená zemědělství a červená statečnost. Ve druhé polovině 30. let bylo do středu listu, pod vlivem levicového křídla strany, přidáno bílé, kruhové pole se zkříženým černým srpem a černým kladivem. (není obrázek)
1. dubna 1937 se stala Barma samostatnou kolonií. 9. února 1939 se stala vlajkou britské kolonie Barma britská služební vlajka (Blue Ensign) o poměru stran 1:2 s místním vlajkovým emblémem (anglicky badge) ve vlající části. Emblém tvořilo žluté, kruhové pole s pávem s rozevřeným ocasem v přirozených barvách. Páv stál na tyrkysovém bidélku.

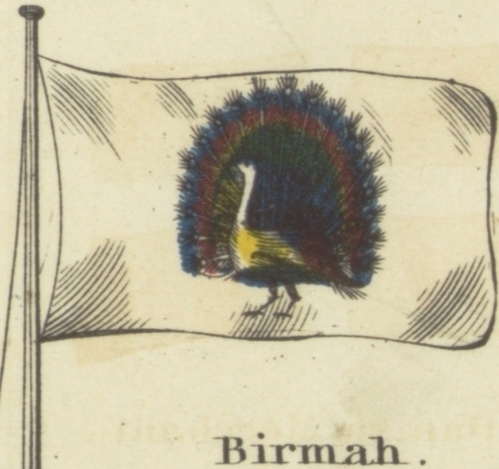
Barmská vlajka – varianta (po roce 1835) Poměr stran: 2:3
Barmská vlajka – varianta (po roce 1835) Poměr stran: 2:3
Britská vlajka v Barmě (1852–1948) Poměr stran: 1:2
Vlajka britské kolonie Barma (1939–1941, 1945–1948) Poměr stran: 1:2

30. března 1941 byla zavedena prozatímní barmská vlajka, tvořená modrým listem se žlutým, kruhovým polem s pávem s rozevřeným ocasem v přirozených barvách.
V první polovině roku 1942 byla Barma obsazena Japonskou armádou společně s dobrovolnickou Armádou nezávislosti Barmy, v červenci byla v zemi zavedena japonská vojenská správa. 1. srpna 1942 byla zavedena prozatímní státní vlajka – jednalo se o vlajku strany Sinyetha-Doubama, jediné legální politické strany v okupované Barmě. Vlajku tvořily dva vodorovné pruhy: zelený a žlutý (v poměru šířek 1:2) s červeným, kruhovým polem uprostřed zeleného pruhu.
1. srpna 1943 byl vyhlášen loutkový stát pod názvem Barmský stát. Vlajku tvořil list o poměru stran 2:3 se třemi vodorovnými pruhy: žlutým, zeleným a červeným. Uprostřed vlajky byla umístěna tmavě žlutá, stylizovaná kresba páva v bílém, kruhovém poli ohraničeném konturou stejné barvy. Tuto vlajku, uveřejněnou 7. června 1944 v barmských novinách, schválil ministerský předseda.
Některé zdroje uvádějí, že páv byl v přirozených barvách a nebyl stylizovaný, jiné uvádějí červenou barvu kruhového pole. Barvy pruhů vyjadřovaly buddhistický charakter státu (žlutá), zemědělství (zelená) a čistotu a sílu (červená). Páv symbolizoval tradice barmské státnosti, tmavě žlutá barva páva ve stylizované verzi odkazovala na "Zlatou zemi" – tradiční název Barmy.

Prozatímní barmská vlajka (1941–1942) Poměr stran: 2:3
Prozatímní barmská státní vlajka (1942–1943) Poměr stran: 2:3
Japonská vlajka v Barmě (1942–1943) Poměr stran: 7:10
Barmská vlajka (1943–1945) – stylizovaná verze Poměr stran: 2:3
Barmská vlajka (1943–1945) – přirozené barvy Poměr stran: 2:3

V srpnu 1944 vznikl v Barmě protijaponský odboj. Veden byl jednotnou odbojovou frontou s názvem "Liga boje proti fašismu a za svobodu lidu". Vlajkou Ligy byl červený list o poměru stran 5:9 s bílou, pěticípou hvězdou v horním rohu. (není obrázek) Červená barva listu symbolizovala boj za nezávislost, bílá čistotu ideálů a hvězda jednotu vlastenců. Povstání v roce 1945 pod touto vlajkou přispělo k porážce japonských vojsk.
Od 3. května 1945 bylo britskou vojenskou správou obnoveno užívání modré služební vlajky s místním emblémem z let 1939–1941. Britská kolonie však již obnovena nebyla.
24. září 1947 byla přijata ústava a nová vlajka země. 4. ledna 1948 byla vyhlášena nezávislost země pod názvem Barmský svaz a téhož dne zavlála poprvé i tato vlajka. Na doporučení zvláštní komise nebyl na vlajce použit symbol páva, ten byl vnímán jako monarchistický symbol a symbol Barmánců, ne však ostatních, v zemi žijících, národností. Státní vlajka nového státu byla (dle článku č. 215 ústavy) tvořena červeným listem s tmavomodrým kantonem. V kantonu byla bílá velká, pěticípá hvězda, mezi jejímiž cípy bylo pět stejně barevných, menších (polovičních) hvězd. Červená hvězda s velkou bílou hvězdou připomínala vlajku Ligy proti fašismu a za svobodu lidu. Malé hvězdy symbolizovaly pět nejvýznamnějších národů svazu: Barmánce, Kareny, Šany, Kačjiny a Čjiny.
2. března 1962 proběhl v zemi státní převrat, v dubnu byla ohlášena cesta k socialismu a 4. ledna 1974 byla přijata nová ústava, která změnila název státu na Socialistická republika Barmský svaz a byly zavedeny nové státní symboly (kapitola XIV. články 190 a 191). Státní vlajku tvořil opět červený list s poměrem stran 5:9 s modrým kantonem. V kantonu však bylo bílé, ozubené kolo se 14 zuby, obklopené prstencem 14 malých, bílých, pěticípých hvězd (vždy jedna proti každému zubu). Přes kolo byly položeny dva bílé, rýžové klasy s (dohromady) 34 zrny a čtyřmi listy. Ozubené kolo symbolizovalo dělníky, klasy rolníky, hvězdy počet svazových států a oblastí, jejich jednotu a rovnoprávné postavení. Červená barva symbolizovala statečnost a odhodlání, modrá mír a pevnost a bílá čistotu a čestnost.

Barmská vlajka (1947/1948–1974) Poměr stran: 5:9
Rozměry barmské vlajky (1947/1948–1974)
Barmská/Myanmarská vlajka  (1974–2010) Poměr stran: 5:9

18. září 1988 došlo k vojenskému převratu a 23. září byl název země vrácen na Barmský svaz. 29. května 1989 bylo zavedeno oficiální mezinárodní označení Svaz Myanmar. V roce 2010 byl změněn název státu na Republika Myanmarský svaz a byly zavedeny nové symboly země. Vlajka byla zavedena zákonem z 21. října 2010 Státní rady pro mír a rozvoj č. 8/2010 (zákon O svazové vlajce). V ústavě je však, v hlavě XIII. článek 437 (a), uveden poměr stran 4:7.
Odstranění hvězd symbolizujících svazové státy a oblasti znamenalo dle analytiků a opozice centralizaci moci pod vojenskou vládou a násilnou asimilaci etnických skupin (burmanizaci země).

## Vlajky myanmarských oblastí a států

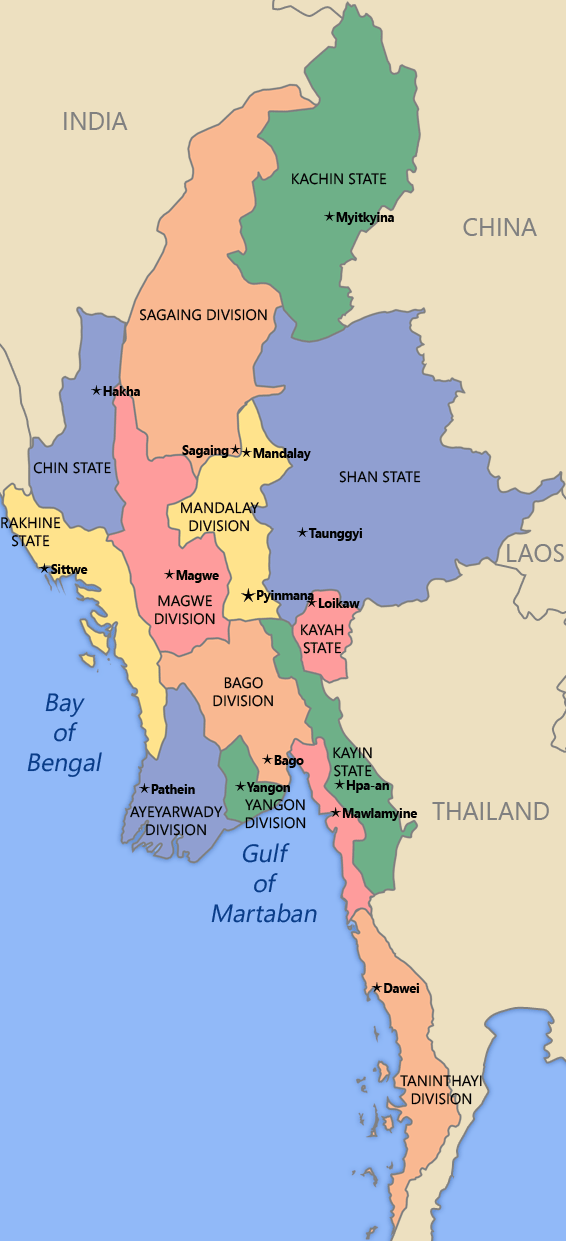
Administrativní rozdělení Myanmaru

Myanmarské státy
Myanmarské oblasti

Barma je administrativně rozdělena na sedm oblastí, sedm států a teritorium hlavního města Neipyijta. V oblastech tvoří převážnou většinu Barmánci a státy, ležících v příhraničních oblastech Myanmaru, obývají většinově národní etnické rasy. Všechny oblasti i státy užívají vlastní vlajku.

Arakanský či Rakhinský stát Poměr stran: 2:3
Čjinský stát Poměr stran: 2:3
Oblast Iravadi Poměr stran: 3:5
Kačjinský stát Poměr stran: 2:3
Kajaský stát Poměr stran: 2:3
Karenský stát Poměr stran: 1:2
Oblast Makwei Poměr stran: 2:3
Oblast Mandalaj Poměr stran: 2:3
Monský stát Poměr stran: 2:3
Oblast Pegu Poměr stran: 2:3
Oblast Rangún Poměr stran: 2:3
Oblast Sakain Poměr stran: 2:3
Šanský stát Poměr stran: 1:2
Oblast Tenaserim Poměr stran: 2:3